# Rian James
Rian James (Eagle Pass, Texas, 1899. október 3. – Newport Beach, Kalifornia, 1953. április 26.) amerikai író és forgatókönyvíró volt. 1932 és 1947 közt 39 filmen dolgozott.

## Élete
1932-ben érkezett Hollywoodba, hogy Love is a Racket című regényét megfilmesítse. Ezután a Fox, Warner Bros., Paramount és Hal Roach cégeknél dolgozott. 1933-ban a Best of Enemies rendezője volt. 1946-ban Mexikóba utazott, hogy a La Otra forgatókönyvén dolgozzon.
Hét évig volt a Brooklyn Eagle rovatvezető szerkesztője, majd dolgozott külföldi levelezőként, volt ejtőernyős ugró, kaszkadőr, légiposta-pilóta, a Légierő hadnagya, színpadi színész és producer is.
A filmes munkáin kívül tizenhét könyvet is írt.

## Fontosabb filmjei
- Love Is a Racket (1932)
- Lawyer Man (1933)
- Parachute Jumper (1933)
- 42nd Street (A 42-ik utca, 1933)
- Gift of Gab (1934)
- The White Parade (1934)
- Internes Can't Take Money (1937)
- The Gorilla (A gorilla, 1939)
- The Housekeeper's Daughter (1939)
- La Forteresse (1947)
- Dead Ringer (1964)